# Gayle Rankin
Gayle Rankin, född 1 augusti 1989 i Paisley, Skottland, är en brittisk skådespelare.

## Biografi
Rankin är utbildad vid Juilliard School i New York City. Hon är bland annat känd för att ha spelat She-Wolf i TV-serien GLOW och Emily Dodson i HBO-serien Perry Mason. Hon har även medverkat i den brittiska skräckfilmen Men.

## Filmografi (i urval)
- 2017–2019 – GLOW (TV-serie)
- 2020–2023 – Perry Mason (TV-serie)
- 2022 – Men